# André Korff

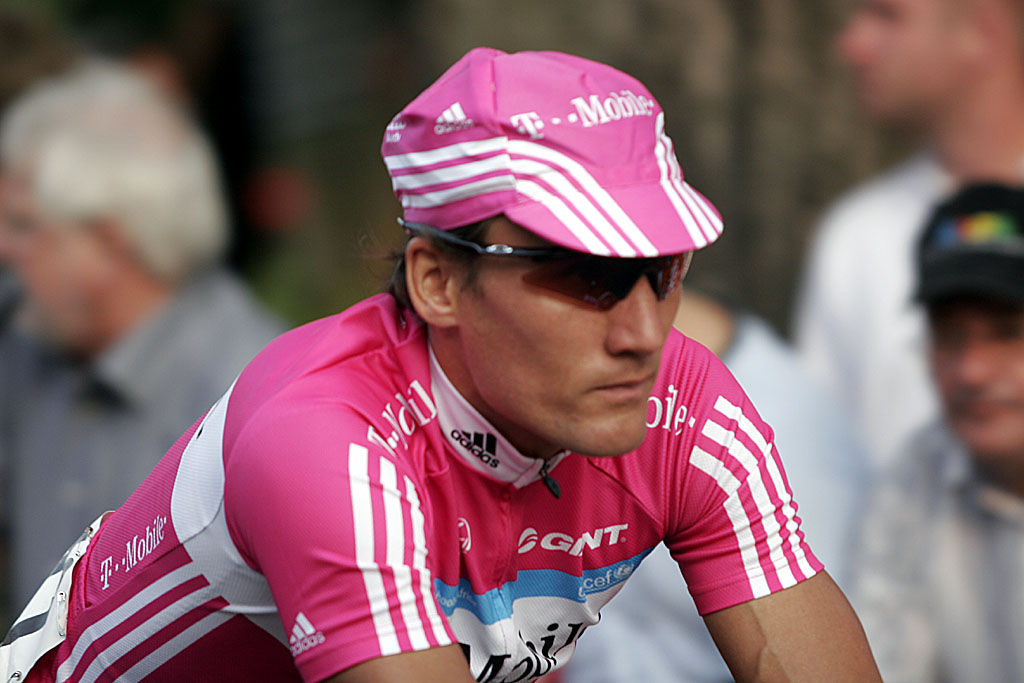
Korff in Lorsch beim Entega Grand Prix (2. August 2007)

André Korff (* 4. Juni 1973 in Erfurt) ist ein ehemaliger deutscher Radrennfahrer und seit 2013 deutscher Bundestrainer.

## Sportliche Laufbahn
Vor seiner Laufbahn als Radprofi bestritt er bereits größere Etappenrennen wie die Österreich-Rundfahrt und die Internationale Friedensfahrt 1997, siegte 1997 zum Saisonauftakt im Rennen Berlin–Bad Freienwalde–Berlin.
Korff begann seine Karriere als Berufsfahrer im Jahr 1998 beim Team Festina. Dort fuhr er bis 2001 und wechselte dann zum Team Coast. 2002 nahm er mit dem Team Coast am Giro d’Italia teil. 2003 fuhr er für das Team Bianchi. Von 2004 bis 2007 fuhr er für das T-Mobile Team. Zur Saison 2008 wechselte er zum Team Volksbank. André Korff ist ein Jugendfreund von Jan Ullrich.

## Berufliches
Im Januar 2013 gab der Bund Deutscher Radfahrer (BDR) bekannt, dass André Korff ab sofort neuer Trainer der Frauen-Nationalmannschaft ist. Im November 2018 erlitt er einen Herzinfarkt, im Januar 2019 konnte er wieder an seinen Arbeitsplatz zurückkehren.

## Erfolge
2004
- eine Etappe Rheinland-Pfalz-Rundfahrt

1998
- eine Etappe Mittelmeer-Rundfahrt
- eine Etappe Grand Prix Tell

1997
- eine Etappe Niedersachsen-Rundfahrt